# Streikdenkmal Differdingen

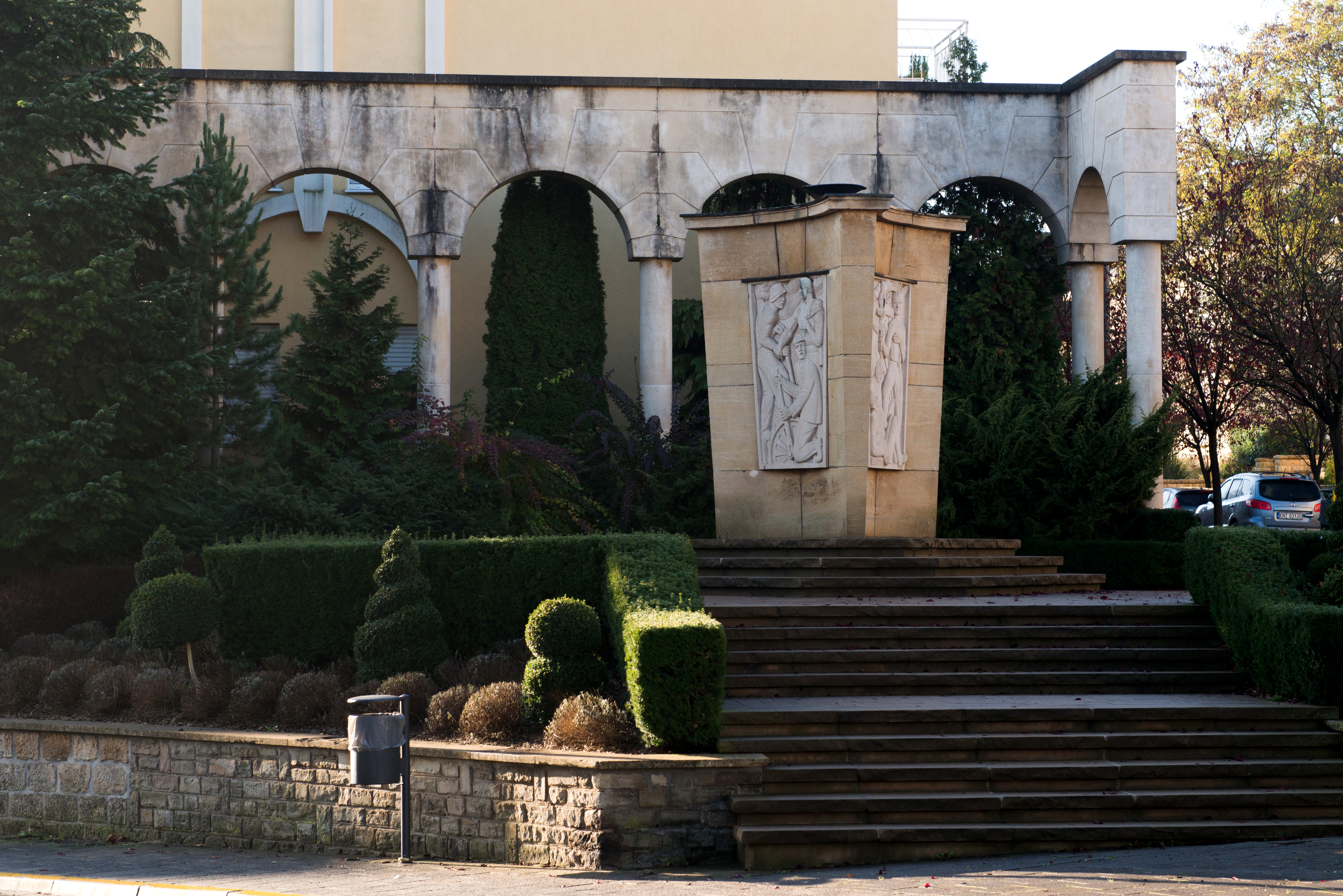
Streikdenkmal

Das Streikdenkmal in Differdingen, einer Stadt in Luxemburg, ist ein Kriegsdenkmal von Claus Cito aus dem Jahr 1958. Die Pläne stammen vom Architekten René Fournelle.

## Geschichte
Das Denkmal erinnert an den Streik von 1942. Das von Deutschland besetzte Luxemburg musste ab 1942 luxemburgische Männer für den Dienst in der Wehrmacht bereitstellen. Die vom Chef der Zivilverwaltung Gustav Simon für das CdZ-Gebiet Luxemburg am 30. August 1942 angeordnete Zwangsrekrutierung der Jahrgänge 1920 bis 1924 führte zu einem Generalstreik. Dieser wurde von den deutschen Besatzern niedergeschlagen und 21 Luxemburger wurden hingerichtet. Das Denkmal erinnert an die Beteiligten und Opfer. 1958 wurde das Denkmal an der Ecke Avenue Charlotte und der Rue Pasteur eingeweiht.